# キルゴア・トラウト
キルゴア・トラウト（Kilgore Trout）は、カート・ヴォネガットの複数の小説に登場する架空のSF作家。
村上春樹の『風の歌を聴け』に出てくる架空の小説家デレク・ハートフィールドのモデルの一つと考えられている。

## 経歴
登場する小説によって差はあるが、おおむね以下のような経歴が設定されている。
- ニューヨーク州にある架空の町イリアム（初期の作品）またはコーホーズ（後期の作品）に住む、売れないSF作家。
- 未完の長編を含め209作を残す。主な作品としては以下のものがある。このうち、『貝殻の上のヴィーナス』は実際に出版されているが、著者はヴォネガットではなく、フィリップ・ホセ・ファーマーが「キルゴア・トラウト名義」で刊行したものである。
  - 貝殻の上のヴィーナス
  - おお、きみは匂うか?
  - サンキュー第一地方裁判所
  - 宇宙の三日間通行券
  - 第四次元の狂気
  - 宇宙からの福音書
  - 腑抜けの英雄
  - 株式取引惑星
  - 銀河系の手配師（改題されて）悦楽の口
  - 転轍手の居眠り
  - 車輪の災厄
- 生年・没年は登場する小説により異なる。『チャンピオンたちの朝食』では、1907年生、1981年没。『タイムクエイク』では、1917年生、2001年没。最近のエッセイでは2004年10月15日にパイプ用洗剤を飲んで自殺したとされる。[1]
- 1979年にノーベル医学賞を受賞（『チャンピオンたちの朝食』、『タイムクエイク』）。
- 終身刑の受刑者ボブ・フェンダーのペンネームの一つ（『ジェイルバード』）。

## 登場作品
初登場は『ローズウォーターさん、あなたに神のお恵みを』において。『チャンピオンたちの朝食』では主役として活躍している。
- ローズウォーターさん、あなたに神のお恵みを（God Bless You, Mr. Rosewater, or Pearls Before Swine 1965年）
- スローターハウス5（Slaughterhouse-Five, or The Children's Crusade 1969年）
- チャンピオンたちの朝食（Breakfast of Champions, or Goodbye, Blue Monday 1973年）
- ジェイルバード（Jailbird 1979年）
- ガラパゴスの箱舟（Galápagos 1985年）
- ホーカス・ポーカス（Hocus Pocus 1990年）
- タイムクエイク（Timequake 1997年）

## モデル
- モデルはシオドア・スタージョンとも、ヴォネガット自身とも言われている。
- シオドア・スタージョンとは、ファースト・ネームの"Theodore"と"Kilgore"が脚韻を踏んでいる。また、ファミリー・ネームは、"Sturgeon"がチョウザメという意味なのに対し"Trout"はマスと、両者とも魚の名前になっている。
- 作品中に自分の分身として架空の作家を登場させるという手法は、ヴォネガット風の文体と共に村上春樹のデビュー作『風の歌を聴け』の作中人物デレク・ハートフィールドに流用された。

## 映像化作品
- 1999年の映画『ブレックファースト・オブ・チャンピオンズ』（『チャンピオンたちの朝食』の映画化）ではアルバート・フィニーがトラウトを演じた。
- 2006年のアニメ作品『よみがえる空 -RESCUE WINGS-』では、トラウト自身は登場しないが、トラウトの架空の新作である『ドーベルマンは吠える』の日本語訳出版をめぐる物語が重要なサブストーリーとして展開されている。